# Птицын, Михаил Юрьевич
Михаил Юрьевич Птицын (род. 21 августа 1963, Москва, РСФСР, СССР) — российский военный юрист, полковник юстиции (2001). Председатель Московского городского суда с 24 октября 2020 года.
Председатель Западно-Сибирского окружного военного суда (2007—2010), Южного (Северо-Кавказского) окружного военного суда (2010—2020).

## Биография

### Молодые годы и образование
Михаил Юрьевич Птицын родился 21 августа 1963 года в Москве.
В 1984 году в возрасте 21 года окончил Горьковское высшее зенитное ракетное командное училище войск противовоздушной обороны. В 1984—1989 годах служил в Вооружённых силах СССР на различных командных и политических должностях. В 1989—1992 годах был слушателем военно-юридического факультета Военного института Министерства обороны Российской Федерации по специальности «правоведение».

### Карьера в военном судопроизводстве
В 1992—1994 годах был судьей 52-го военного суда Московского военного округа. 25 ноября 1994 года назначен заместителем председателя военного суда войсковой части № 48775. 5 марта 2001 года назначен председателем Балашихинского гарнизонного военного суда.
В 2001 году стал полковником юстиции, получив последнее своё звание перед судебной реформой, в ходе которой военные судьи перестали являться военнослужащими. Тогда же защитил в Военном университете диссертацию на тему «Содержание в дисциплинарной воинской части как вид уголовного наказания и его применение» и получил учёную степень кандидата юридических наук.
28 января 2005 года назначен заместителем председателя 4-го окружного военного суда. В том же году ему был присвоен первый квалификационный класс судьи.
12 октября 2007 года назначен председателем Западно-Сибирского окружного военного суда. Его предшественником был Валерий Булаев как председатель военного суда Сибирского военного округа, а преемником стал Александр Красько.
23 августа 2010 года назначен председателем Северо-Кавказского окружного военного суда. Его предшественником был Кирилл Жудро, ушедший на должность судьи Верховного суда Российской Федерации. Имея учёное звание доцента, после переезда в Ростов-на-Дону преподавал в местном филиале Российской академии правосудия.
26 августа 2016 года был переназначен на этот пост ещё на шесть лет. 1 октября 2019 года суду было дано наименование Южного. Суд под руководством Птицына, в частности, рассматривал дела о теракте в Пятигорске в 2013 году, в отношении бывшего мэра Махачкалы Саида Амирова, террориста Али Тазиева, по обвинению украинцев Олега Сенцова и Александра Кольченко о подготовке терактов в Крыму.
…Утверждать, что суды потворствуют обвинению, необоснованно. А потом нельзя мерить правосудие количеством оправданных. Заинтересовано ли общество или конкретный потерпевший, о праве которого на правосудие многие забывают, в вынесении неправосудного оправдательного приговора? Конечно, ничто не совершенно и судебная ошибка имеет место. Но для этого и существуют процедуры пересмотра судебных решений вышестоящими инстанциями.Михаил Птицын в интервью агентству «РИА Новости», 2014 год.
В 2004—2012 годах был членом президиума Совета судей Российской Федерации, где также занимал пост председателя дисциплинарной комиссии. С 2016 года является членом президиума и заместителем председателя СС РФ, а также председателем секции военных судов.

### Председательство Московским городским судом
31 июля 2020 года стало известно, что Птицын оказался единственным кандидатом, подавшим документы для занятия должности председателя Московского городского суда, вакансия на которую была открыта Высшей квалификационной коллегии судей в третий раз до истечения полномочий действующего председателя Ольги Егоровой. Егорова же не стала участвовать в конкурсе, получив отрицательную характеристику из Верховного суда Российской Федерации и несколько частных определений из коллегии по уголовным делам Второго кассационного суда общей юрисдикции, что в прессе связывали с её конфликтом с председателем ВС РФ Вячеславом Лебедевым. Выдвигались сомнения в том, что Птицын подходит к данной должности, так как он, человек сугубо военного склада, никогда не работал в системе гражданского судопроизводства, в то же время как руководство Московским городским судом предполагает не только правовую, но и политическую ответственность. Кандидатура Птицына была предложена без согласия Егоровой, в связи с чем, по данным журналистов, в Верховном суде рассчитывали «на повышение дисциплины московских судей и наведение порядка в вопросе повышения их квалификации».
21 августа, в день рождения Птицына, Высшая квалификационная коллегия судей после пятиминутного обсуждения единогласно одобрила его кандидатуру на пост председателя Московского городского суда при поддержке Совета судей, Верховного суда и лично его председателя Лебедева. По данным СМИ, Лебедев действовал «в полном согласии» с руководителем президентской администрации Антоном Вайно. Данное решение позволило президенту России Владимиру Путину официально назначить Птицына на должность, такое одобрение было получено от президентской комиссии по судейским кадрам, что являлось формальностью. 11 сентября, после двадцати лет руководства судом, Егорова подала заявление об отставке с 23 октября, то есть за два дня до окончания срока нахождения в должности, ожидавшегося 25 октября. 1 октября Птицын был назначен председателем Московского городского суда с исчислением даты начала полномочий с 24 октября того же года. По оценкам журналистов, это решение поставило «жирную точку» в оформлении российской судебной системы «в качестве придатка силовых структур».
7 октября Птицын провёл прощальную пресс-конференцию, где сказал, что за 10 лет работы Южный (Северо-Кавказский) окружной военный суд под его руководством рассмотрел 660 дел «террористической и экстремистской направленности» и «практически по всем делам» были «назначены наказания, связанные с реальным лишением свободы», тогда как в отношении 115 человек были вынесены оправдательные приговоры. 23 октября после отставки Егоровой обязанности председателя Мосгорсуда в течение одного дня исполнял Дмитрий Фомин, 24 октября Птицын официально вступил в должность, а временно исполняющим обязанности председателя Южного военного суда был назначен Игорь Василенко.
5 ноября председатель ВС РФ Лебедев представил Птицына коллективу Мосгорсуда на церемонии с участием мэра Москвы Сергея Собянина и других официальных лиц. По сообщениям СМИ, в новой должности Птицын инициировал проверку финансово-хозяйственной документации суда, а также приступил к подготовке обновления судейского корпуса.

## Награды
- Правительственные медали, в том числе «В память 850-летия Москвы»[56][57].
- Орден Атамана Платова (Ростовская область, 2018 год)[58][59], знак губернатора Ростовской области «За ратную службу» (2015 год)[60][61].
- Награды Судебного департамента при Верховном суде Российской Федерации и Совета судей Российской Федерации[9][11].

## Личная жизнь
Женат. Есть дочь — выпускница Российской академии правосудия, работает в судебной системе.
Увлекается горными лыжами, теннисом, плаванием и рыбалкой, а также любит заниматься в спортзале.
Декларации доходов Птицына ни разу не публиковались в открытом доступе.